# تجارت خارجی ایران
تجارت خارجی ایران تا سال ۱۳۹۸–۱۳۹۹ دارای اقتصادی به ارزش ۴۷۸.۱ میلیارد دلار بوده است. شرکت‌ها و بخش‌های عمده، از جمله صنعت نفت ایران، تحت کنترل یا کنترل جزئی سپاه پاسداران انقلاب اسلامی قرار دارند.
بر اساس داده‌های رسمی، الگوی اصلی تجارت ایران شامل جمهوری خلق چین است که حدود ۳۰٪ از تجارت را به خود اختصاص می‌دهد و پس از آن ترکیه (۹.۰٪)، امارات متحده عربی (۷.۳٪) و افغانستان (۲.۷٪) قرار دارند.
۳۴.۶٪ از صادرات ایران به چین انجام می‌شود که عمدتاً شامل نفت بوده و برخلاف تحریم‌های بین‌المللی است. دومین، سومین و چهارمین شرکای بزرگ صادراتی ایران به ترتیب ترکیه، هند و پاکستان هستند.
۳۴.۴٪ از واردات ایران از چین صورت می‌گیرد و پس از آن امارات متحده عربی با ۱۹.۸٪ و ترکیه با ۱۰.۵٪ در رتبه‌های بعدی قرار دارند.
روزنامه تایمز گزارش داده است که نفت ایران ۱۵٪ از نیاز چین را تأمین می‌کند، که این مقدار تقریباً معادل ۹۰٪ از کل صادرات ایران خواهد بود.

## صادرات عمده

### نفت و سایر هیدروکربن ها
چین ۱۵٪ از نفت خود را از ایران خریداری می‌کند. تقاضای چین باعث احیای صنعت نفت ایران تا سطحی شده است که پیش از تحریم‌های آمریکا در سال ۲۰۱۸، که توسط دونالد ترامپ، رئیس‌جمهور وقت ایالات متحده، اعمال شد، قرار داشت. برای انتقال نفت علی‌رغم تحریم‌های غربی، ایران و چین از ناوگان ۴۰۰ کشتی‌ای موسوم به "ناوگان شبح" استفاده می‌کنند. طبق گفته‌ی یکی از مصاحبه‌شوندگان در مقاله‌ی تایمز، اگر این ناوگان قادر به فعالیت نبود، ایران بین سال‌های ۲۰۲۰ تا ۲۰۲۴ حدود ۱۰۰ میلیارد دلار درآمد نفتی را از دست می‌داد. برای گریز از شناسایی، این ناوگان از روش‌های فریبکارانه‌ای مانند انتقال نفت میان کشتی‌ها در دریاهای آزاد، تغییر پرچم کشتی‌ها، جعل اسناد محموله و استفاده از هویت‌های پوششی بهره می‌برد.
ناوگان شبح تاکنون باعث چندین نشت نفتی شده است، به گفته‌ی سمیر مدنی. مدنی همچنین اظهار داشت که نشت‌های نفتی، معمولاً در خاورمیانه یا جنوب‌شرقی آسیا، به‌طور فزاینده‌ای رایج شده و گاهی اوقات حتی مورد توجه قرار نمی‌گیرند. فعالیت ناوگان تاریک به دلیل ناخالصی‌های موجود در نفت ایران، "تهدیدی عظیم" برای سلامت انسان و محیط زیست دریایی محسوب می‌شود. از جمله پیامدهای بهداشتی این نشت‌ها می‌توان به سرطان و تحریکات پوستی اشاره کرد.
پس از ورود به چین، نفت ایران با برچسب جدید به عنوان نفت خام مالزیایی یا خاورمیانه‌ای عرضه شده و به پالایشگاه‌های مستقل موسوم به "تی‌پات" (Teapots) فروخته می‌شود. گزارش‌ها حاکی از آن است که این پالایشگاه‌ها پرداخت‌های خود به ایران را به یوان چین (رنمینبی) و از طریق بانک‌های کوچکتر تحت تحریم آمریکا، مانند بانک کونلون (Bank of Kunlun)، انجام می‌دهند. این روش مؤسسات مالی بزرگ چین را از خطر تحریم‌های آمریکا مصون نگه می‌دارد.
بر اساس گزارش شورای آتلانتیک، ایران عمدتاً رنمینبی دریافتی از صادرات نفت به چین را برای خرید کالاهای چینی یا نگهداری ذخایر ارزی در بانک‌های چین استفاده می‌کند. به دلیل پذیرش محدود این ارز در سطح جهانی و قابلیت تبدیل کنترل‌شده‌ی آن، ایران از رنمینبی در خارج از چین به طور گسترده استفاده نمی‌کند. نقش رنمینبی در تجارت بین‌المللی در سال‌های اخیر گسترش یافته است، هرچند که این توسعه عمدتاً در چارچوب مشارکت‌های تجاری چین بوده است. در سال ۲۰۲۲، ایران ۲.۱۲ میلیارد دلار ماشین‌آلات و ۱.۴۳ میلیارد دلار تجهیزات الکترونیکی از چین وارد کرد، که احتمالاً این معاملات به رنمینبی انجام شده‌اند. با این حال، داده‌های مالی دقیق مربوط به شیوه‌ی تسویه تجاری بین دو کشور همچنان در دسترس نیست.
شورای آتلانتیک همچنین مطرح کرده است که ایران ممکن است در حال انباشت رنمینبی به‌عنوان بخشی از ذخایر ارزی خارجی خود باشد. در اکتبر ۲۰۲۳، یکی از مقامات بانک مرکزی ایران از افزایش ذخایر ارزی کشور خبر داد و این رشد را به افزایش صادرات نفتی و غیرنفتی نسبت داد. با توجه به اینکه حدود ۹۰٪ از صادرات نفت ایران به چین انجام می‌شود، بخش قابل‌توجهی از ذخایر ارزی ایران ممکن است به رنمینبی باشد. شورای آتلانتیک تأکید دارد که تلاش‌های ایران برای کاهش وابستگی به دلار آمریکا با استراتژی گسترده‌تر چین برای بین‌المللی‌سازی ارز خود همسو است.
گاز طبیعی
ایران چهارمین تولیدکننده بزرگ گاز طبیعی در جهان است و پس از روسیه، دومین ذخایر بزرگ گاز طبیعی جهان را در اختیار دارد. ۲۶۰ میلیارد متر مکعب گاز در ایران تولید می‌شود. چین بزرگ‌ترین واردکننده گاز طبیعی ایران است و روزانه ۷۰,۰۰۰ بشکه مازوت از ایران وارد می‌کند. پس از آن، امارات متحده عربی با واردات ۶۰,۰۰۰ بشکه در رتبه دوم قرار دارد.
ایران پیش‌بینی کرده است که در سال ۲۰۲۴ حدود ۱۶ میلیارد متر مکعب گاز به ارزش ۵.۲ میلیارد دلار صادر خواهد کرد.
ایران از پاکستان به دلیل تأخیر در واردات گاز طبیعی از ایران شکایت کرده است. پاکستان اعلام کرده که تحریم‌های آمریکا باعث ایجاد نگرانی‌هایی در مورد واردات گاز از ایران شده است.

### نظامی

#### پهپادها
ایران پهپادهای نظامی (UAVs) صادر می‌کند و گزارش‌ها حاکی از آن است که این کشور پهپادهای مهاجر-۶ را به نیروهای مسلح سودان در جریان جنگ داخلی کنونی سودان تحویل داده است. این اقدام در راستای استراتژی گسترده‌تر ایران برای افزایش فروش تسلیحات به بازیگران مختلف جهانی از جمله اتیوپی، بولیوی، ونزوئلا و جبهه پولیساریو قرار دارد.
برآوردها نشان می‌دهند که قیمت فروش یک پهپاد شاهد-۱۳۶ بین ۲۰,۰۰۰ تا ۴۰,۰۰۰ دلار است.
ایران پهپادهای نظامی به روسیه صادر کرده است که این کشور از آن‌ها در جنگ علیه اوکراین استفاده کرده است. بر اساس گزارش رویترز، ایران صدها پهپاد به روسیه تحویل داده که مسکو از آن‌ها در حملات علیه اوکراین بهره برده است.
پهپادهای ایرانی از طریق خطوط هوایی غیرنظامی و کشتی‌ها به روسیه منتقل شده‌اند. پایتخت اوکراین، کی‌یف، هدف حملات پهپادهای ایرانی شاهد-۱۳۶ قرار گرفته است.

## واردات

### نظامی
کره شمالی به‌طور تاریخی فناوری موشک‌های بالستیک و تسلیحات متعارف را در اختیار ایران قرار داده است. بر اساس گزارش رادیو اروپای آزاد، سفر هیئتی از کره شمالی به ایران در سال ۲۰۲۴ باعث افزایش نگرانی‌ها در واشنگتن و بروکسل درباره همکاری احتمالی در زمینه فناوری موشکی و هسته‌ای شده است.
گزارش‌های منتشرشده در رادیو اروپای آزاد نشان می‌دهند که تسلیحات کره شمالی در اختیار نیروهای نیابتی ایران قرار گرفته‌اند، درحالی‌که تجربه ایران در سامانه‌های پدافند هوایی و تولید پهپاد ممکن است برای پیونگ‌یانگ جذاب باشد. طبق گفته‌ی اسکولون، کره شمالی، که مهمات در اختیار روسیه قرار می‌دهد، ممکن است در حال تعمیق روابط نظامی خود با ایران باشد.

## همچنین ببینید
- روابط تجاری چین و ایران